# Kändäbil
Kändäbil (azerbajdzjanska: Kəndəbil; tidigare ryska: Гендабиль: Gendabil) är en ort i Azerbajdzjan.   Den ligger i distriktet Ağcabädi, i den centrala delen av landet, 180 km väster om huvudstaden Baku. Antalet invånare är 786.
Terrängen runt Kändäbil är mycket platt. Närmaste större samhälle är Zardob, 13,6 km nordväst om Kändäbil.
Trakten runt Kändäbil består till största delen av jordbruksmark. Runt Kändäbil är det ganska tätbefolkat, med 58 invånare per kvadratkilometer.